# Santo Amaro do Maranhão
Santo Amaro do Maranhão este un oraș în unitatea federativă Maranhão (MA), Brazilia.